# Philippe Guglielmi
 (août 2014).
Si vous disposez d'ouvrages ou d'articles de référence ou si vous connaissez des sites web de qualité traitant du thème abordé ici, merci de compléter l'article en donnant les références utiles à sa vérifiabilité et en les liant à la section « Notes et références ».
Pour les articles homonymes, voir Guglielmi.
Philippe Guglielmi (né le 16 novembre 1951 à Antibes) est un militaire, homme politique et un ancien grand-maître du Grand Orient de France.

## Biographie

### Armée
Philippe Guglielmi entre dans l'armée à l'âge de 18 ans. Après l'école de Saint Maixent il est chef de groupe commando. Diplômé de l'École militaire d'administration et de l'enseignement militaire supérieur du 1er degré, il a été casque bleu au Liban, où il a été blessé lors d'une embuscade au sud de Beyrouth et décoré de la croix de la valeur militaire avec citation, de la médaille de guerre et de la médaille des blessés du gouvernement libanais ainsi que de la médaille des Nations unies. Titulaire de la médaille militaire et de la croix du combattant, il est officier de la Légion d'honneur et commandeur de l'ordre national du Mérite. Ayant commandé une compagnie d'infanterie comme capitaine, il est officier supérieur en retraite, lieutenant-colonel(ER).[source insuffisante]

### Politique
Membre du Parti socialiste, il a été élu conseiller municipal d'opposition en 2001 à Romainville. Après avoir rejoint la majorité municipale, il est second de la liste présentée par la maire Corinne Valls à l'élection partielle de février 2007 et devient premier adjoint au maire (2007 à 2017). Aux élections municipales de 2020, il est en tête du premier tour avec 33 % des voix mais est devancé par François Dechy qui obtient 53,26 % des suffrages contre 46,73 % à celle menée par Philippe Guglielmi. Par la suite, il démissionne de son siège de conseiller municipal d'opposition. 
Il est premier secrétaire de la fédération socialiste de la Seine-Saint-Denis (2007 à 2017). Il est élu conseiller régional en mars 2010 jusqu'en novembre 2015. Il a été élu, le 21 mai 2010, président de l'agence du numérique de la région Ile-de-France. Il est vice-président de la communauté d'agglomération Est Ensemble jusque 2020. Il a été nommé membre du bureau national du Parti Socialiste après le Congrès de Toulouse.
Il est nommé membre du Conseil économique, social et environnemental (CESE) par le Président de la République à la suite du conseil des ministres du 5 novembre 2015. Il est élu Vice-président de section du CESE (2015 à 2021).

### Franc-maçonnerie
Philippe Guglielmi a été grand maître du Grand Orient de France pendant deux ans entre 1997 et 1999.  En  2015 il est élu à la tête du Grand Chapitre général - Rite Français du Grand Orient de France, organe autonome du GODF chargé de la gestion des chapitres de Rite français.

## Distinctions
Chevalier de la Légion d'honneur, il est promu officier au 1er janvier 2017.
- Officier de la Légion d'honneur
- Médaille militaire
- Commandeur de l'ordre national du Mérite
- Croix de la Valeur militaire
- Croix du combattant
- Insigne des blessés militaires
- Médaille d'Outre-Mer